# Kingsbridge, Swansea
Kingsbridge (galeză: Pontybrenin) este un sat în comitatul Swansea, Țara Galilor, Marea Britanie. La recensământul din anul 2001, Kingsbridge avea 4.089 loc.